# 程振隆
程振隆（1953年1月20日—），台灣政治人物，曾經代表台灣團結聯盟任職立法委員。立委任職期間對教育問題頗多著墨，曾為清雲科技大學董事長。

## 外部連結
- 立法院 （页面存档备份，存于）